# 塔拉斯·舍甫琴科村 (別里斯拉夫區)
塔拉斯·舍甫琴科村（烏克蘭語：Тараса Шевченка）是烏克蘭南部赫爾松州別里斯拉夫區别里斯拉夫市镇内的村落。面積0.7平方公里，海拔高度59米，2001年人口377，人口密度每平方公里540.1人。